# Idroboracite
L'idroboracite è un minerale.

## Abito cristallino
Cristalli aciculari incolori o bianchi. Masse fibroso-lamellari raggiate o parallele o in croste massicce e compatte.
Proprietà fisiche: tenera, leggera, fragile e perfettamente sfaldabile. Trasparente con lucentezza vitrea o sericea. La polvere è bianca insolubile in acqua fredda e poco solubile in quella calda; è facilmente fusibile in un vetro trasparente. Alla fiamma ha colorazione verde (boro).

## Origine e giacitura
In depositi evaporitici attuali e antichi, forse favorita da una leggera diagenesi.

## Forma in cui si presenta in natura
Alternata al gesso e al salgemma a Stassfurt (Germania).
Associata a colemanite e ulexite nella Death Valley (California, U.S.A.).
Associata al gesso in crostoni di evaporazione nel lago Inder (Kazakhstan).
In Turchia è estratta nell’area mineraria di Bigadiç.